# Manolo Tavárez Justo
 (mai 2021).
Manuel Aurelio « Manolo » Tavárez Justo (2 janvier 1931 - 21 décembre 1963) est un avocat, dirigeant politique, communiste et guérillero dominicain

## Biographie

### Jeunesse
Manuel Tavárez Justo est né à Montecristi. Il est le fils de Manuel Francisco Tavárez Ramos et de Josefa Justo Rosseau.
Il effectua ses études primaires et une partie de ses études secondaires à l'école de Varones Número Uno, renommée Honduras.
Très jeune, ses parents lui faisaient part de leurs expériences au sujet de l'intervention des États-Unis en République dominicaine en 1916 et ces récits, d'après ses amis, contribuèrent au développement de l'attitude anti-impérialiste de Tavárez Justo. Un autre facteur décisif dans la formation socio-politique de Manuel, fut le contact direct qu'il avait avec des paysans, tandis qu'il travaillait dans la propriété de son père, propriétaire de plantations de riz à Montecristi.

### Formation
Diplômé de philosophie et de lettres, il obtient plus tard le titre de Docteur en Droit à l'Université Autonome de Saint-Domingue.

### Lutte antitrujilliste
Alors qu'il se trouvait en prison avec ses camarades du Mouvement 14 Juin, son épouse Minerva et ses sœurs Patria et María Teresa furent sauvagement assassinées par des agents du Service d'Intelligence Militaire après lui avoir rendu visite. La tragique fin des Sœurs Mirabal, les multiples supplices subis par les membres du Mouvement 14 Juin dans les prisons de Trujillo et le charisme personnel de Manolo, faisaient du 14 Juin l'organisation politique avec le plus grand prestige et le plus grand attrait pour la jeunesse dominicaine. 
À la fin de la dictature, avec la mort de Rafael L. Trujillo en 1961, Manuel Tavárez Justo sortit de prison et dirigea la lutte contre les soutiens vivants de la tyrannie et réorganisa son groupe politique, qui devint le Mouvement Révolutionnaire 14 Juin.

### Mort
Le 21 novembre 1963, lui et le Mouvement révolutionnaire 14 juin prirent les armes dans les montagnes dominicaines en guerre ouverte contre le triumvirat. Le 21 décembre, Manuel Aurelio Tavárez Justo est fusillé dans la section Les Manaclas San José de las Matas dans la Cordillère Centrale.

### Vie privée
Durant son cursus universitaire, il rencontra Minerva Mirabal, avec qui il se maria le 30 novembre 1955 et eut deux enfants, Manuel Enrique et Minerva Josefina. Il a obtenu un doctorat en droit.

## Postérité
À La Romana, une rue porte son nom.